# عملیات کرومیت (فیلم)
عملیات کرومیت (به انگلیسی: Operation Chromite) فیلمی محصول سال ۲۰۱۶ و به کارگردانی جان اچ.لی است. در این فیلم بازیگرانی همچون لی یونگ جائه، لی بئوم سو، لیام نیسون، جین سه یون، جانگ جون هو، جون گریس، کیم بیونگ اوکی، کیم سون-آه، کیم یونگ آئه، پارک سونگ وونگ ایفای نقش کرده‌اند.

## خلاصه داستان
این فیلم که بر اساس داستان واقعی ساخته شده‌است، داستان تیمی از سربازان را روایت می‌کند که در جنگ حیاتی کره در اینچئون مبارزه می‌کنند.